# 敬村魁星楼
敬村魁星楼位于山西省临汾市襄汾县新城镇敬村，旧日城堡高大的砖砌东南角台之上，砖木结构，高二层，一层为正方形，二层为圆形攒尖顶。创建于清雍正九年（1731年），门柱对联为“鳌头独步惟瞻我，笔管高提欲点谁”。